# Radessen
Radessen ist ein Ort, eine Ortschaft und eine Katastralgemeinde in der Marktgemeinde Ludweis-Aigen im Bezirk Waidhofen an der Thaya im Waldviertel in Niederösterreich. Die Ortschaft hat 9 Einwohner (1. Jänner 2024).

## Geografie
Das kleine Dorf liegt östlich von Ludweis in einer leicht nach Westen exponierten Lage und wird von der Landesstraße L60 erschlossen. Zeitweise wohnten im Ort nur 7 ständige Bewohner, aber 23, die hier einen Zweitwohnsitz hatten. Um 1850 lebten hier noch 73 Personen.
Am 1. April 2020 umfasste die Ortschaft 15 Adressen.

## Geschichte
Um 1230 dienten dem Landesfürsten in „Raduz“ neun Lehen, berichtete der Heimatforscher Herbert Loskott. Schweickhardt bezog den Ortsnamen auf den slawischen Personennamen Radus.
Im Jahr 1822 wurde der Ort als Dorf mit zwölf Häusern genannt, das nach Ludweis eingepfarrt war, wohin auch die Kinder eingeschult wurden. Die Herrschaft Wildberg besaß die Ortsobrigkeit, besorgte die Konskription und hatte die Grundherrschaft inne. Die Landgerichtsbarkeit wurde von der Herrschaft Drosendorf ausgeübt. Laut Adressbuch von Österreich waren im Jahr 1938 in Radessen mehrere Landwirte mit Direktvertrieb ansässig. Der Ort bildete zusammen mit Drösiedl die politische Gemeinde Drösiedl. Kurios war dabei, dass die beiden Orte gar nicht aneinander grenzten; im betreffenden Bereich stießen auf einer Länge von knapp 800 Meter die Katastralgemeinden Ludweis und Klein-Ulrichschlag aneinander. Als Folge der Niederösterreichischen Kommunalstrukturverbesserung trat die Gemeinde Drosiedl per 1. Jänner 1966 der damaligen Marktgemeinde Ludweis bei.

## Kultur
Radessen ist seit 2015 Austragungsort von „Ein Dorf in Szene gesetzt“.

## Persönlichkeiten
- Franz Rabl (1928–2007), Landtagsabgeordneter ÖVP 1964 bis 1988